# Rolf Zander

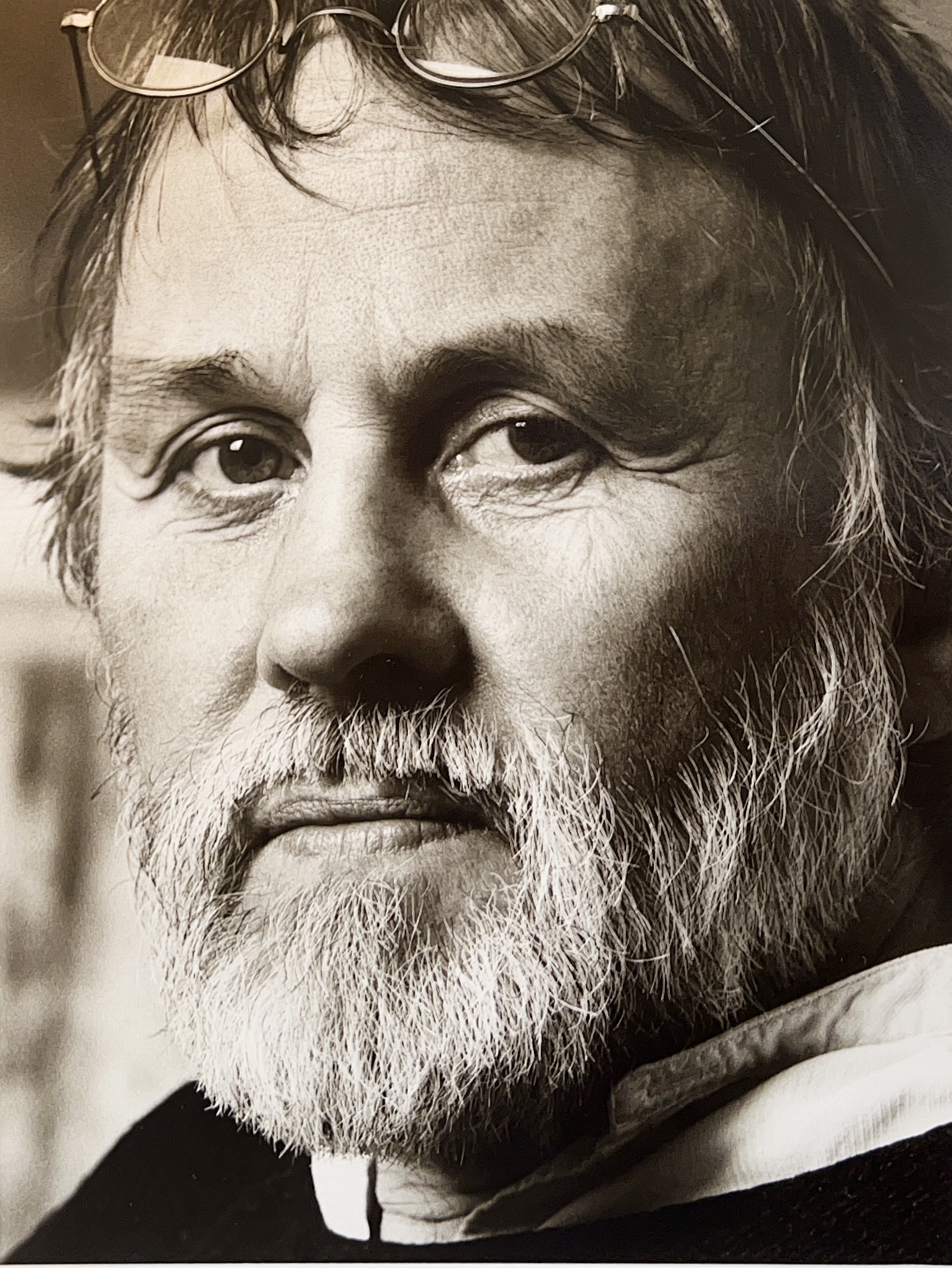
Rolf Zander

Rolf Zander (* 8. März 1934 in Hamburg; † 1. April 2020) war ein deutscher Maler, Grafiker, Dichter und Philosoph.

## Leben
In den Nachkriegsjahren genoss Rolf Zander Zeichenunterricht bei Bruno Paetsch, der das Talent seines jungen Schülers erkannte und förderte. 1953 bis 1958 studierte er an der Hochschule für bildende Künste Hamburg (HfBK), bei Kurt Kranz, Theo Ortner, Karl Kluth, Otto Lindig. Der Abschluss mit dem Staatsexamen für das künstlerische Lehramt erfolgte 1958. von 1958 bis ca. 1960 war er Mitglied im Freundeskreis des „Grenzhaus“, die in der gleichnamigen Hamburger Kneipe Ausstellungen organisierten. 1962 schloss er das Studium der deutschen Literaturwissenschaft an der Universität Hamburg bei Adolf Beck ab. Seit 1963 arbeitete er als Kunsterzieher und Deutschlehrer in Hamburg, u. a. ab 1973 an der Gesamtschule Steilshoop. 1963 war er Gründungsmitglied der „Neuen Gruppe“ Hamburg. 1971 bis 1999 arbeitete Rolf Zander als Lehrbeauftragter und Professor an der HfbK. Zwei Söhne, Jonas (* 1963) und Jan Friedrich (* 1965). Mitglied des BBK. 1994 erfolgte Gründung des „Magnetischen Vereins“ an der HfBK (Zusammenführung von Lehren und Lernen, realisiert in „Flauberts Papagei“).

## Werk
Rolf Zander schuf über die vielen Jahren seiner Arbeit ein vielseitiges malerisches, grafisches und literarisches Werk. Zunächst Stadtlandschaften, häufig Sujets seiner Heimat in Hamburg-Eppendorf, düstere Stillleben, auch vor See-Horizont und Schuppen. Gerade in Zanders frühen Werken zeigt sich eine formale Verwandtschaft zu prägenden Vorbildern der Hamburgischen Sezession, die ihn künstlerisch zeitlebens auch mit dem engen Freund und segelnden Weggefährten Volker Meier verbanden. In den 1970er-Jahren prägten Objekte, Kreidezeichnungen und konstruktivistische Bilder sowie „Regale“, die das durchgängige Thema Stillleben variieren, Zanders Werk. In den 1980er-Jahren entwickelte er seine künstlerische Ausdrucksform in Aquarellen, Landschaften und auch figürlichen Themen weiter. Mitte der 1990er-Jahre entstanden Collagen, als „Allegorien“ verstanden, in stark vergrößerten Prints.
Abgeschlossene grafische Themen: „Tarpenbek“, 12 Radierungen 1975. „Winterlager“, 19 Zinkätzungen 1980/81. „Nord-West-Passage“, 1991. „Balcke und Heym“, 13 Holzschnitte 1997–2004.
In Zusammenarbeit mit seinem Bruder, dem Keramiker Walther Zander bemalte er große Schalen und realisiert großformatige keramische Reliefs und Stelen für „Kunst am Bau“-Projekte in Hamburg und Schleswig-Holstein.

## Ausstellungen (Auswahl)
- 1962: Lübeck – Museum am Dom
- 1975: Osnabrück – Kulturgesch. Museum
- 1978: Clemenswerth – Emslandmuseum Schloss Clemenswerth[3]
- 1978: Hamburg – Galerie Michael Hauptmann
- 1986: Moers – Zentralbibliothek
- 1988: Hamburg – Galerie Michael Hauptmann
- 1989: Bremen – Galerie Vilsen
- 1994: Clemenswerth – Emslandmuseum Schloss Clemenswerth
- 1994: Hamburg – Museum für Hamburgische Geschichte
- 1998: Hamburg – Hamburgische Landesbank Kunstetage
- 2003: Glückstadt – Palais am Hafen (gemeinsam mit Dieter Glasmacher)[4]
- 2004: Hamburg – Galerie Herold[5]
- 2016: Reinbek – Museum Rade am Schloss Reinbek
- 2019: Hamburg – Beteiligung an Hyper! (Deichtorhallen, zusammen mit Asmus Tietchens)[6]
- 2024: Hamburg – Studio Galerie Othmarschen